# Predrag Timko

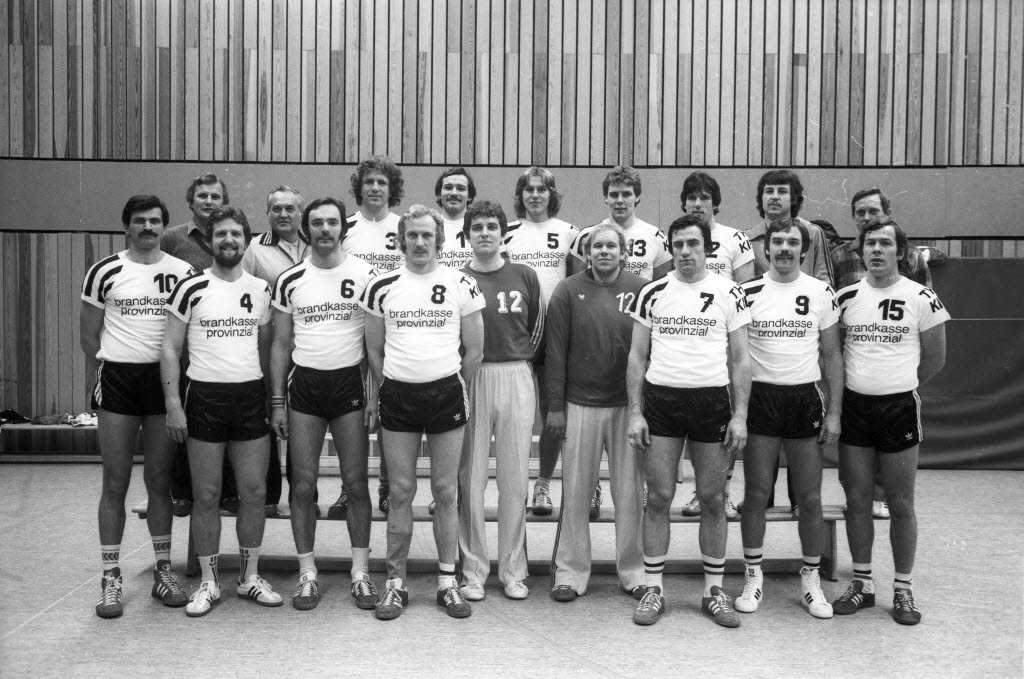
Bundesliga-Mannschaft des THW Kiel 1980: Predrag Timko, untere Reihe, 1. Spieler von rechts.

Predrag Timko (* 27. Juli 1949) ist ein ehemaliger jugoslawischer Handballspieler.
Nachdem Timko bei RK KRIVAJA Zavidovići gespielt hatte, wechselte er 1977 zum THW Kiel. Er spielte drei Spielzeiten in Kiel und wurde in der Saison 1979/80 mit 178 Toren Torschützenkönig der Bundesliga. Ab 1980 spielte er für die Reinickendorfer Füchse, denen er ebenfalls drei Jahre treu blieb. Insgesamt erzielte Timko 465 Treffer in 106 Bundesligaspielen.
Für die jugoslawische Nationalmannschaft bestritt Timko 25 A-Länderspiele und 40 B-Länderspiele. Mit der jugoslawischen Mannschaft belegte er den fünften Platz bei den Olympischen Spielen 1976.